# Fate's Turning
Fate's Turning é um filme mudo norte-americano de 1911, do gênero dramático em curta-metragem, dirigido pelo cineasta D. W. Griffith, estrelado por Charles H. West e Stephanie Longfellow.

## Elenco
- Charles H. West
- Stephanie Longfellow
- Grace Henderson
- Dorothy Bernard
- Donald Crisp
- Adolph Lestina
- Francis J. Grandon
- Edward Dillon
- J. Jiquel Lanoe
- Kate Toncray
- Elmer Booth
- Claire McDowell
- Alfred Paget
- Jack Pickford
- John T. Dillon
- Edwin August
- Marion Sunshine
- Alfred Paget
- Guy Hedlund